# Sitno pjegava genetka
Sitno pjegava genetka (Genetta genetta) je sisavac iz reda Carnivora. Može se naći u cijeloj Africi, dijelovima Bliskog istoka, a u Europi u Španjolskoj, Portugalu i dijelovima Francuske. Mali dio postoji u Njemačkoj, Belgiji i Švicarskoj. Ova vrsta se ponekad drži kao egzotični kućni ljubimac u SAD-u i Aziji. Sitno pjegava genetka trenutno nije u opasnosti da postane ugrožena, a navedeni su kao najmanja briga na IUCN Crvenom popisu.

## Podvrste
- Genetta genetta afra
- Genetta genetta balearica
- Genetta genetta felina
- Genetta genetta genetta
- Genetta genetta granti
- Genetta genetta hintoni
- Genetta genetta isabelae
- Genetta genetta pulchra
- Genetta genetta rhodanica
- Genetta genetta terraesanctae
- Genetta genetta senegalensis